# Федоченко Володимир Олександрович
Володимир Олександрович Федоченко (нар. 14 березня 1974) — радянський та український футболіст, захисник.

## Життєпис
Вихованець хмельницького «Поділля», перший тренер — А. Морговський. Дорослу футбольну кар'єру розпочав 1991 року в «Поділлі», за яке провів 9 поєдинків у Другій нижчій лізі СРСР.
Після проголошення Україною незалежності спочатку виступав на аматорському рівні, захищав кольори «Смотрича» (Кам'янець-Подільський), «Адвіса» (Хмельницький) та «Цементника» (Кам'янець-Подільський). У листопаді 1993 року перейшов до харківського «Металіста», але через високу конкуренцію в команді не зіграв жодного офіційного матчу. Навесні 1994 року підсилив СБТС. У футболці сумського клубу дебютував 27 березня 1994 року в програному (0:1) виїзному поєдинку 21-го туру Першої ліги України проти житомирського «Полісся». Володимир вийшов на поле в стартовому складі та відіграв увесь матч. У другій половині сезону 1993/94 років зіграв 17 матчів у Першій лізі України.
На початку серпня 1994 року став гравцем «Явора». У футболці краснопільського клубу дебютував 8 серпня 1994 року в переможному (3:1) домашньому поєдинку 2-го туру Другої ліги України проти білоцерківської «Росі». Федоченко вийшов на поле на 35-ій хвилині, замінивши Сергія Проніна, а на 62-ій хвилині отримав жовту картку. У першій половині сезону 1994/95 років зіграв 22 матчі в Другій лізі України та 4 поєдинки у кубку України. Під час зимиової перерви у вище вказаному сезоні приєднався до «Зорі» (Хоростків), яка виступала в аматорському чемпіонаті України. Навесні 1996 року перебрався до «Хутровика». У футболці тисменецького клубу дебютував 3 березня 1996 року в програному (0:1) домашньому поєдинку 1/16 фіналу кубку України проти тернопільської «Ниви». Федоченко вийшов на 78-ій хвилині, замінивши Василя Пилипенка. Проте після цього повернувся до «Зорі», в складі якого дограв до завершення сезон. Після цього повернувся до «Тисмениці». У Другій лізі України дебютував за «Тисменицю» 10 серпня 1996 року в переможному (4:1) домашньому поєдинку 1-го туру групи А проти бершадьської «Ниви». Федоченко вийшов на поле на 76-ій хвилині, замінивши Ореста Дороша. Загалом у складі «Хутровика» зіграв 14 матчів у Другій лізі України та 2 поєдинки у національному кубку.
Під час зимової перерви сезону 1996/97 років виїхав до Польщі. Спочатку виступав за «Хемік» (Полице), а потім по одному сезоні провів у «Спарті-Галекс» та «Гетьман» (Замостя). На початку серпня 2000 року повернувся в Україну, де став гравцем «Поділля». У футболці хмельницького клубу дебютував 12 серпня 2000 року в програному (0:1) виїзному поєдинку 1-го туру групи Б Другої ліги України проти київської «Оболоні-ППО». Володимир вийшов на поле в стартовому складі та відіграв увесь матч. У серпні — на початку вересня 2000 року зіграв 4 матчі в Другій лізі за «Поділля». Після цього повернувся до Польщі, де до завершення сезону 2000/01 років виступав за «Сталь» (Стальова Воля). У 2002 році повернувся до України, де до 2004 року виступав за «Зорю» (Хоростків) у >чемпіонаті Тернопільської області.